# NGC 6604
NGC 6604 (другое обозначение — OCL 56) — рассеянное скопление в созвездии Змея, входит в крупный кластер, насчитывающий сотни голубых звезд.
Этот объект входит в число перечисленных в оригинальной редакции «Нового общего каталога».
Наблюдения на XMM-Newton в 2002 году позволили выявить в данном скоплении как минимум 31 источник рентгеновского излучения.